# Al-Qahira Vallis
Al-Qahira Vallis es una formación geológica de tipo vallis (valle) en la superficie de Marte, localizada con el sistema de coordenadas planetocéntricas a -14.41° latitud N y 165.36° longitud E, que mide 600 km de diámetro. El nombre fue aprobado por la Unión Astronómica Internacional en 1973 y hace referencia a una de las características de albedo en Marte.